# Pat O’Brien (aktor)
Pat O’Brien (właśc. William Joseph Patrick O’Brien; ur. 11 listopada 1899 w Milwaukee, zm. 15 października 1983 w Santa Monica) – amerykański aktor filmowy, teatralny i telewizyjny.
Urodził się w Milwaukee w stanie Wisconsin. Pochodził z irlandzkiej rodziny, był katolikiem. Ukończył studia na Marquette University. Jego kariera aktorska zaczęła się w latach 30., kiedy wystąpił m.in. w filmie Aniołowie o brudnych twarzach (1938). Najbardziej znany jest jednak z filmów: Knute Rockne, All American (1940), Crack-Up (1946) oraz Pół żartem, pół serio (1959).

## Wybrana filmografia
- 1934: Nadchodzi Navy jako Biff Martin
- 1934: Promenada miłości jako Thornhill
- 1936: Orzeł leci do Chin jako Dave Logan
- 1937: Zbieg z San Quentin jako kapitan Stephen Jameson
- 1937: Alarm na morzu jako Butch Rogers
- 1938: Aniołowie o brudnych twarzach jako Jerry Connolly
- 1962: Droga do Hong Kongu jako chiński restaurator (niewymieniony w czołówce)
- 1980-1982: Happy Days jako wujek Joe
- 1981: Ragtime jako Delphin